# John Nicholson
John Nicholson, OBE (2 de novembro de 1868 – 16 de setembro de 1941) foi um advogado e político na Austrália Ocidental. Nasceu em Partick, Glasgow, Escócia, e viajou para WA em 1896. Nicholson foi vereador da cidade de Perth de 1901 a 1914 e foi prefeito em 1915. No dia 23 de março de 1918 ele foi eleito membro do Conselho Legislativo da Austrália Ocidental, representando a Província Metropolitana até à sua morte no dia 16 de setembro de 1941.